# オナガカワウソ
オナガカワウソ（Lontra longicaudis）は、メキシコ、中央アメリカ、南アメリカ、トリニダード島に分布するカワウソ。分布が北で隣接するカナダカワウソや南で隣接するチリカワウソよりも小型である。体長36-66cm、尾長37-84cm。体重5-15kg。
季節性及び常緑性の森林、サバンナ、ラノス、パンタナールを含む様々な河川環境に生息する。流れの速い川や小川を好む。比較的単独性であり、主に魚や甲殻類を食べる。

## 亜種
ある研究によると、ブラジル南部の1,600平方マイルの地域内のオナガカワウソは、他のカワウソの種や他の肉食動物と比較して、ヌクレオチドの多様性は低いものの、ハプロタイプの多様性が高いことが示されている。この研究は、本種の多様性が最近増加している可能性があるという結論を下している。この結果では、近隣の個体群との相互関係も示されており、種を亜種に分ける理由となっている。
以下の亜種の分類は、Larivière (1999) に従う。
- Lontra longicaudis annectens (Major, 1897)
- Lontra longicaudis enudris (Cuvier, 1823)
- Lontra longicaudis longicaudis (Olfers, 1818)